# Daniel François Esprit Auber

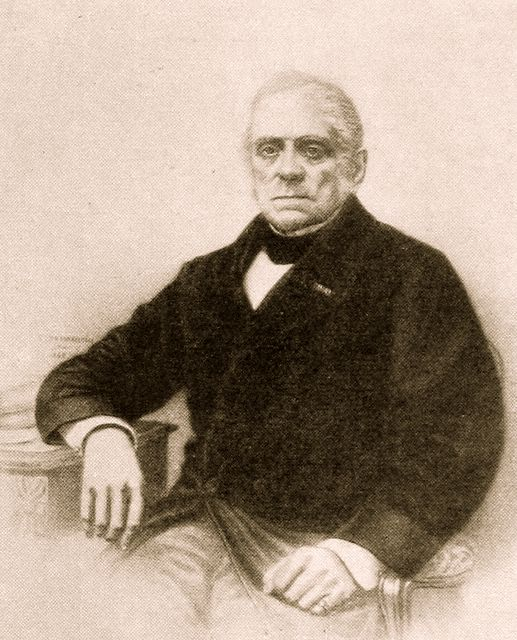
Daniel François Esprit Auber.

Daniel-François-Esprit Auber (Caen, 29 de Janeiro de 1782 – 13 de Maio de 1871) foi um compositor francês.

## Óperas

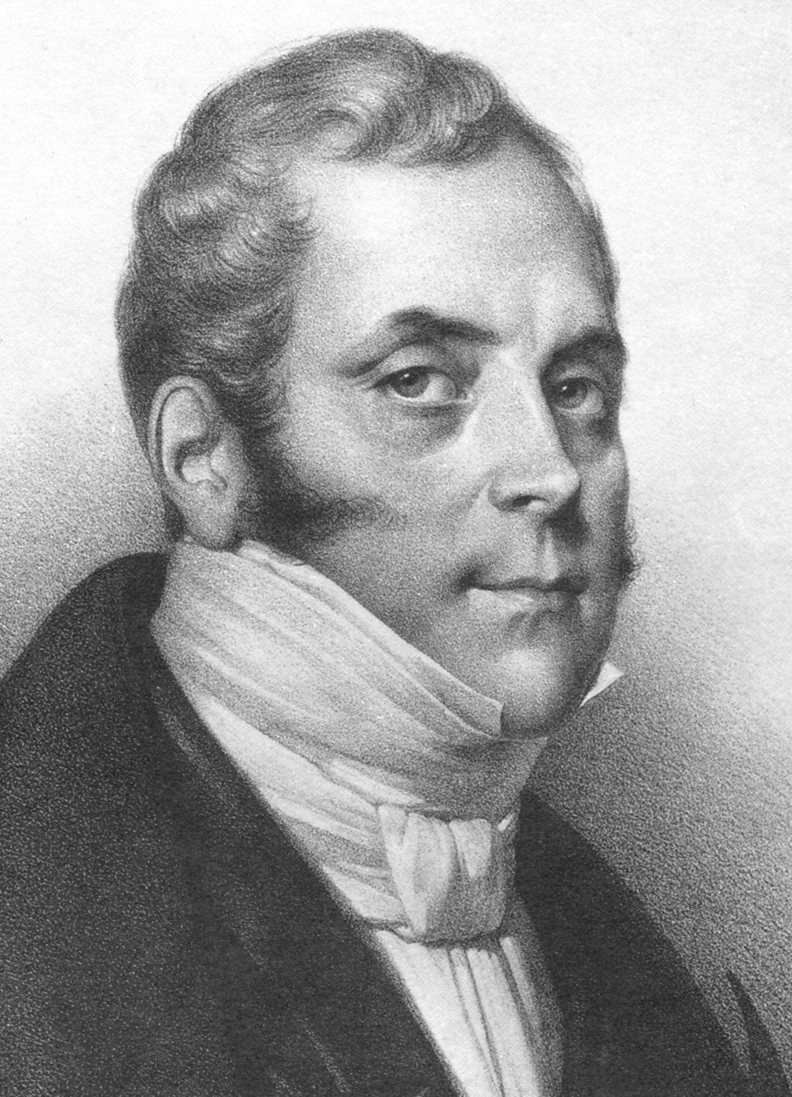
Daniel François Esprit Auber.

### 1805–1829
- L’erreur d’un moment (1805, Salle Doyen, Paris)
- Jean de Couvin (September 1812, Château de Chimay, Belgium)
- Le séjour militaire (27/2/1813, Opéra-Comique, Paris)
- Le testament et les billets-doux (18/9/1819, Opéra Comique, Paris)
- Le bergère châtelaine (27/1/1820, Opéra Comique, Paris)
- Emma, ou La promesse imprudente (7/7/1821, Opéra Comique, Paris)
- Leicester, ou Le château de Kenilworth (25/1/1823 Opéra Comique, Paris)
- La Neige, ou Le nouvel Éginhard (8/10/1823, Opéra Comique, Paris)
- Vendôme en Espagne (5/12/1823, Théâtre de l'Académie Royale de Musique, Paris)
- Les trois genres (27 April 1824, Théâtre de l'Odéon, Paris)
- Le concert à la cour, ou La débutante (3/6/1824, Opéra Comique, Paris)
- Léocadie (4/11/1824, Opéra Comique, Paris)
- Le Maçon (3/5/1825, Opéra Comique, Paris)
- Le timide, ou Le Nouveau séducteur (30/5/1826, Opéra Comique, Paris)
- Fiorella (28/11/1826, Opéra Comique, Paris)
- La muette de Portici [Masaniello] (29 de fevereiro de 1828 Théâtre de l'Académie Royale de Musique, Paris)
- La fiancée (10/1/1829, Opéra Comique, Paris)

### 1830–1849
- Fra Diavolo, ou L’hôtellerie de Terracine (28 de janeiro de 1830, Opéra Comique, Paris). Revisto em italiaon, com cenas adicionais e diálogos substituídos por recitativos; London, Lyceum Theatre,/7/9, 1857
- Le dieu et la bayadère, ou La courtisane amoureuse (13 de outubro de 1830, Théâtre de l'Académie Royale de Musique, Paris)
- Le philtre (20/6/1831, Théâtre de l'Académie Royale de Musique, Paris)
- La marquise de Brinvilliers (31/10/1831, Théâtre de l'Académie Royale de Musique, Paris)
- Le serment, ou Les faux-monnayeurs (1/10/1832, Théâtre de l'Académie Royale de Musique, Paris)
- Gustave III, ou Le bal masqué (27/2/1833, Théâtre de l'Académie Royale de Musique, Paris)
- Lestocq, ou L’intrigue et l’amour (24/5/1834, Opéra Comique, Paris)
- Le cheval de bronze (23/3/1835, Opéra Comique, Paris) revisto com um balé adicionado; Théâtre de l'Opéra, Paris; Sep.21, 1857
- Actéon (23/1/1836, Opéra Comique, Paris)
- Les chaperons blancs (9 April]] 1836, Opéra Comique, Paris)
- L’ambassadrice ([[21/12/1836, Opéra Comique, Paris)
- Le domino noir (2/12/1837, Opéra Comique, Paris)
- Le lac des fées (1 April 1839, Théâtre de l'Académie Royale de Musique, Paris)
- Zanetta, ou Jouer avec le feu (18/5/1840, Opéra Comique, Paris)
- Les diamants de la couronne (6/3/1841, Opéra Comique, Paris)
- Le duc d’Olonne (4 de fevereiro de 1842, Opéra Comique, Paris)
- La part du diable (16 de janeiro de 1843, Opéra Comique, Paris)
- La sirène (26/3/1844, Opéra Comique, Paris)
- La barcarolle, ou L’amour et la musique (22 April 1845, Opéra Comique, Paris)
- Les premiers pas (15/11/1847, Théâtre de l'Académie Royale de Musique, Paris)
- Haydée, ou Le secret (28/12/1847, Opéra Comique, Paris)

### 1850–1869
- L’enfant prodigue (6/12/1850, Théâtre de l'Opéra, Paris)
- Zerline, ou La corbeille d’oranges (16/5/1851, Théâtre de l'Opéra, Paris)
- Marco Spada (21/12/1852, Opéra Comique, Paris)
- Jenny Bell (2/6/1855, Opéra Comique, Paris)
- Manon Lescaut (23/2/1856, Opéra Comique, Paris)
- La Circassienne (2/2/1861, Opéra Comique, Paris)
- La fiancée du roi de garbe (11/1/1864, Opéra Comique, Paris)
- Le premier jour de bonheur (15/2/1868, Opéra Comique, Paris)
- Rêve d’amour (20/12/1869, Opéra Comique, Paris)